# كليمن لوربيك
كليمن لوربيك (بالسلوفينية: Klemen Lorbek)‏ مواليد 26 يونيو 1988 في ليوبليانا، جمهورية يوغوسلافيا الاشتراكية الاتحادية، هو لاعب كرة سلة سلوفيني. بدأ مسيرته الاحترافية في سنة 2003. اعتزل اللعب في 2012.

## المسيرة الاحترافية
لعب مع أوليمبيا في موسم 2003–2004، ثم لعب مع دومدجالي في موسم 2005–2006، ثم لعب مع أوليمبيا في موسم 2006–2007، ثم لعب مع هوبسي بولزلا من سنة 2007 إلى 2010، ثم لعب مع دومدجالي في سنة 2010، ثم لعب مع أوليمبيا في موسم 2010–2011، ثم لعب مع سلوفان في سنة 2011.

## روابط خارجية
- كليمن لوربيك على موقع الاتحاد الدولي لكرة السلة (الإنجليزية)
- كليمن لوربيك على موقع كرة السلة الأوروبية.كوم (الإنجليزية)
- كليمن لوربيك على موقع ريلجم (الإنجليزية)
- كليمن لوربيك على موقع بروبوليرز (الإنجليزية)
- كليمن لوربيك على موقع سبورتس رفرنس (الإنجليزية)